# Gebre-egziabher Gebremariam
Gebre-egziabher Gebremariam (ur. 10 września 1984) – etiopski lekkoatleta, długodystansowiec.

## Osiągnięcia
- 2 medale Mistrzostw Świata Juniorów w Lekkoatletyce (Kingston 2002 – złoto w biegu na 10 000 m oraz brąz 5000 metrów)
- dwa szóste miejsca podczas mistrzostw świata (bieg na 5000 m – Paryż 2003 i bieg na 10 000 m - Osaka 2007)
- dwa medale igrzysk afrykańskich wywalczone w konkurencji biegu na 10 000 m (srebro w 2003, brąz w 2007)
- 3. miejsce w Światowym Finale IAAF (bieg na 5000 m Stuttgart 2003)
- 4. miejsce na Igrzyskach olimpijskich (bieg na 5000 m Ateny 2004)
- 14 medali Mistrzostw świata w biegach przełajowych:
  - Dublin 2002 – w kategorii juniorów złoto indywidualnie oraz srebro w drużynie
  - Lozanna 2003 – w kategorii seniorów (długi dystans) brąz indywidualnie i srebro drużynowo
  - Bruksela 2004 – zarówno na krótkim jak i długim dystansie srebro indywidualnie oraz złoto w drużynie
  - Saint-Étienne 2005 – złoto drużynowo (krótki dystans)
  - Fukuoka 2006 – 2 medale w drużynie srebro (krótki dystans) oraz brąz (długi dystans)
  - Edynburg 2008 – srebro drużynowo
  - Amman 2009 – złoto indywidualnie oraz srebro w drużynie
  - Bydgoszcz 2010 – brązowy medal drużynowo

Żonaty z etiopską lekkoatletką Werknesh Kidane.

## Rekordy życiowe
- Bieg na 3000 metrów – 7:39,48 (2005)
- Bieg na 5000 metrów – 12:52,80 (2005)
- Bieg na 10 000 metrów – 26:52,33 (2007)
- Bieg maratoński – 2:04:53 (Boston, 2011)